# Ludwig Kaas
Ludwig Kaas, född 23 maj 1881 i Trier, död 15 april 1952 i Rom, var en tysk teolog och politiker.
Kaas blev professor i kyrkorätt vid prästseminariet i Trier 1918, i Bonn 1919, blev samma år medlem av nationalförsamlingen, valdes 1920 till riksdagen, 1921 medlem av preussiska statsrådet, samt 1928 centrumpartiets ordförande. Kaas spelade en betydelsefull roll under 1920-talets och det tidiga 1930-talets politiska förhandlingar och ansågs vid sidan av Heinrich Brüning som ledare för Tysklands politiskt organiserade medborgare av katolsk tro.